# قنديل أم هاشم (فلم)
قنديل أم هاشم هو فيلم مصري عرض عام 1968، مأخوذ عن رواية قنديل أم هاشم للكاتب يحيى حقي وسيناريو وحوار صبري موسى، من بطولة شكري سرحان وسميرة أحمد، ومن إخراج كمال عطية.

## قصة الفيلم
إسماعيل طالب، يعيش في حي السيدة زينب مع أمه وأبيه، ثم يسافر لاستكمال دراسة الطب في ألمانيا قبل الحرب العالمية الثانية، حيث يحتك بالحضارة الأوروبية وهناك يتعرف على فتاة ألمانية تعلمه كيف تكون الحياة، ثم يعود إسماعيل ويعمل طبيبًا للعيون ويفتح عيادة في نفس الحي، السيدة زينب، يكشتف أن سبب زيادة مدة المرض عند مرضاه هو استخدامهم قطرات من زيت قنديل مسجد السيدة زينب (أم هاشم) وعندما يكتشف أيضًا أن خطيبته تعالج بنفس الأسلوب يحطم قنديل المسجد، وينفض عنه مرضاه وأهله لاعتقادهم أنه يهاجم ويتحدى معتقداتهم الدينية. ولا يجد بدًا من عقد مصالحة بين العلم ومعتقدات الناس البسطاء فيعود لعلاج ابنة خالته فاطمة مستخدمًا الإيمان والعلم معًا. ويكتشف إسماعيل أنه من الأهمية اكتساب حب الناس وأسرته وفاطمة.

## طاقم التمثيل
- شكري سرحان: (د. إسماعيل رجب)
- سميرة أحمد: (فاطمة)
- أمينة رزق: (عديلة - والدة إسماعيل)
- عبد الوارث عسر: (الحاج رجب)
- صلاح منصور: (عم درديري)
- محمد توفيق: (الأسطى حسن الحلاق)
- ماجدة الخطيب: (نعيمة - الغانية)
- عزت العلايلي: (الدرويش الضرير)
- سعد أردش: (بهجت - طبيب العيون)
- م . كوليكوفسكي: (ماري - الفتاة الألمانية)
- فتحية عبد الغني: (ماشاالله - بائعة الطعمية)
- فتحية شاهين: (القوادة)
- حسين إسماعيل: (الدجال)
- عبد المنعم إسماعيل: (تاجر القطن)
- عباس رجب: (صالح رجب)
- جميل عز الدين: (العسكري الإنجليزي)
- فتحية علي: (أم محمد - الخادمة)
- عباس الدالي: (عامل البناء)
- سيد إبراهيم: (زبون الغانية)
- فوزي درويش
- علي المعاون
- سميحة محمد: (طليقة عم درديرى)
- عباس رحمي: (الباشا)
- صالح الإسكندراني
- علي كامل: (العسكرى)
- علي مصطفى: (مدير مكتب سامح بيه)
- محسن حسنين: (من يخلع دروس المرضى بجهل)

## فريق العمل
- إخراج: كمال عطية
- قصة: رواية قنديل أم هاشم للكاتب يحيى حقي
- سيناريو وحوار: صبري موسى
- مدير التصوير: إبراهيم عادل، عادل عبد العظيم
- مونتاج: حسين عفيفي
- موسيقى تصويرية: فؤاد الظاهري
- إنتاج: شركة القاهرة للإنتاج السينمائي
- توزيع: شركة القاهرة للتوزيع السينمائي

## روابط خارجية
- مقالات تستعمل روابط فنية بلا صلة مع ويكي بيانات